# گونتساتی (بارایوو)
گونتساتی (به صربی: Guncati) یک منطقهٔ مسکونی در صربستان است که در بارایوو واقع شده‌است. گونتساتی ۱۱٫۷۵ کیلومتر مربع مساحت و ۲٬۷۵۲ نفر جمعیت دارد.